# Argos (fils de Zeus)
Pour les articles homonymes, voir Argos.
Dans la mythologie grecque, Argos (en grec ancien Ἄργος / Árgos), fils de Zeus et de Niobé, devint le roi de la ville d'Argos, à qui il donna son nom.
Niobé fut la première mortelle à concevoir de Zeus, un enfant qui fut nommé Argos. 
Argos hérita du trône à la mort de Phoronée, son grand-père, et il donna son nom au royaume. Le nom d’Argos désigne parfois le Péloponnèse, voire la Grèce dans son entier. Dans certains textes, les Grecs peuvent être qualifiés d'Argiens
Argos épousa Évadné, fille du dieu fleuve Strymon, dont il eut plusieurs fils : Criasos, Ecbasos, Épidauros, Piras (en) et Piranthos. D'autres ajoutent Phorbas et Pirasos (sans doute une confusion avec « Piras »).
Il passe parfois pour le père d'Argos Panoptès, conçu avec Ismène.

## Sources
- Pseudo-Apollodore, Bibliothèque [détail des éditions] [lire en ligne] (II, 1, 1-3).
- Pausanias, Description de la Grèce [détail des éditions] [lire en ligne] (II, 16, 1 ; II, 25, 8 ; II, 26, 2).